# Cyathea pigmea
Cyathea pigmea là một loài dương xỉ trong họ Cyatheaceae. Loài này được Bosschere mô tả khoa học đầu tiên năm 1895.
Danh pháp khoa học của loài này chưa được làm sáng tỏ. 